# Sint-Wandregesiluskerk (Beerst)

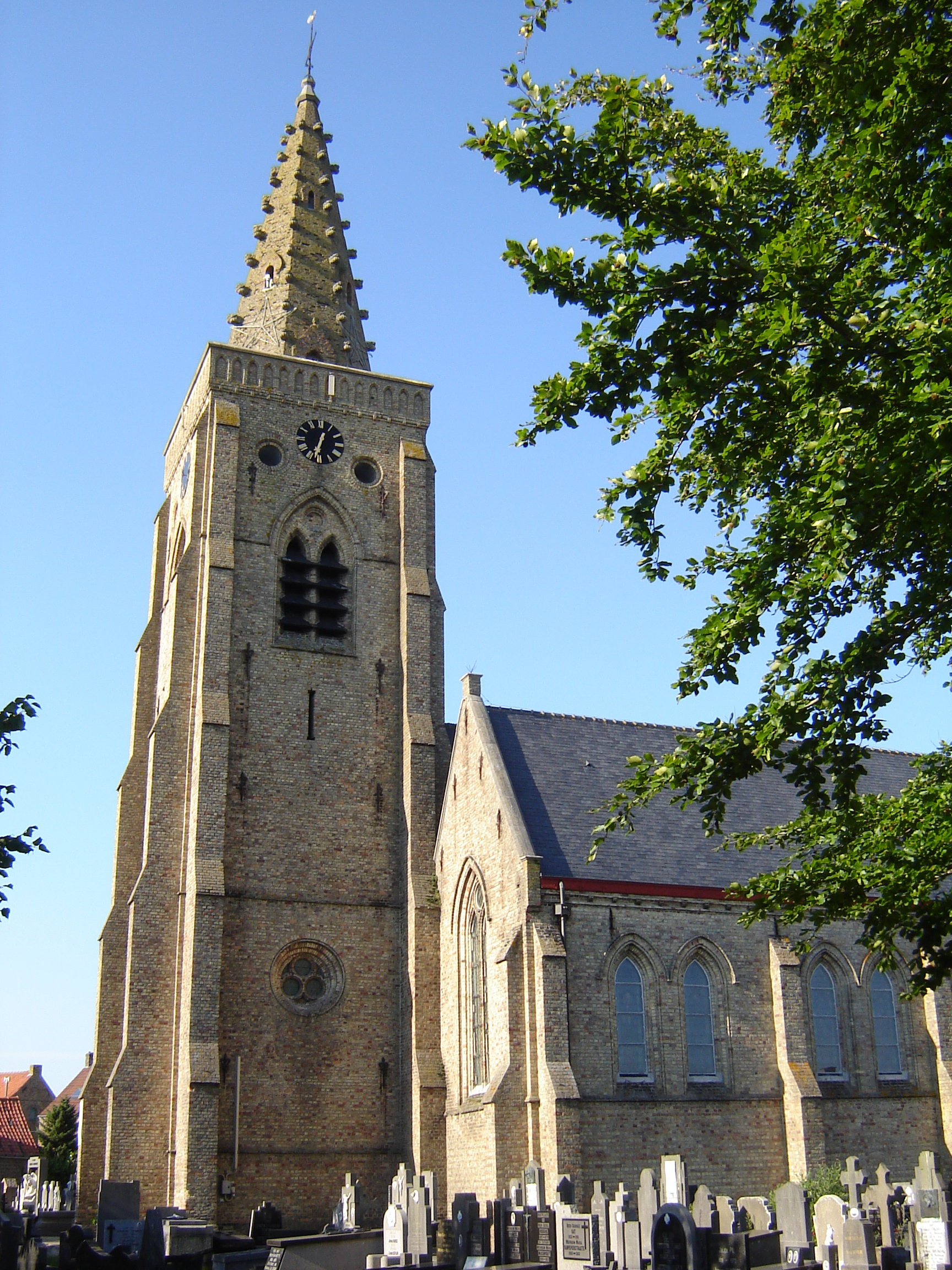
Sint-Wandregesiluskerk

De Sint-Wandregesiluskerk is de parochiekerk van de tot de West-Vlaamse gemeente Diksmuide behorende plaats Beerst, gelegen aan de Hendrik Consciencestraat 1.

## Geschiedenis
Beerst werd voor het eerst vermeld in 1161, en mogelijk was er toen een kapel. In 1274 splitste de parochie zich af van die van Vladslo. Het patronaatsrecht was in bezit van de Sint-Pietersabdij te Gent. De godsdiensttwisten einde 16e eeuw leidden tot brandstichting van de kerk. Bij het herstel werden slechts de noord- en middenbeuk herbouwd, vanwege de verminderde bevolking. Van 1856-1857 werd, onder leiding van Pierre Buyck, de toren gerestaureerd en in 1862 werd, naar ontwerp van dezelfde architect, een zuidbeuk aangebouwd.
Op 18 oktober 1914 werd de kerk door terugtrekkende Franse troepen in brand gestoken om te verhinderen dat deze door de Duitsers als uitkijkpost zou worden gebruikt. Op het einde van de Eerste Wereldoorlog restte nog een ruïne.
Van 1921-1930 werd de kerk in historiserende stijl herbouwd naar ontwerp van Gédéon De Backere. De toren kreeg een bakstenen torenspits, wat niet de situatie was van direct vóór de verwoesting, maar wel die van een daaraan voorafgaande situatie.

## Gebouw
Het betreft een driebeukige bakstenen hallenkerk met voorgebouwde toren, welke vier geledingen telt en voorzien is van steunberen. Het interieur wordt overwelfd door spitstongewelven. Het meubilair is neogotisch van stijl en dateert uit de tijd van de bouw, waaronder 1924.